# Kuchenzahl

Einen Kuchen kann man mit nur 4 Schnitten in 15 Stücke zerschneiden (entsprechend der 5. Kuchenzahl). Diese Animation zeigt die Schnittebenen. Vierzehn der Stücke haben eine äußere Oberfläche, in der Mitte wird ein Tetraeder herausgeschnitten.

In der Mathematik nennt man eine Zahl {\displaystyle C_{n}} Kuchenzahl (englisch Cake number), wenn sie die maximale Anzahl von Regionen angibt, in die ein dreidimensionaler Würfel durch genau {\displaystyle n} Ebenen unterteilt werden kann. Die Zahl heißt so, weil man sich jede Teilung des Würfels durch eine Ebene als einen mit einem Messer geschnittenen Schnitt durch einen würfelförmigen Kuchen vorstellen kann. Es ist das 3D-Analogon der Zahlenreihe des faulen Kellners (auch zentralpolygonale Zahlen genannt).

## Formel zur Berechnung von Kuchenzahlen

Fall n = 3

Angenommen, es stehen {\displaystyle n} Ebenen zur Verfügung, um den Würfel zu teilen. Dann ist die {\displaystyle n}-te Kuchenzahl:
{\displaystyle C_{n}={\binom {n}{3}}+{\binom {n}{2}}+{\binom {n}{1}}+{\binom {n}{0}}={\frac {1}{6}}\cdot (n^{3}+5n+6)={\frac {1}{6}}\cdot (n+1)\cdot (n\cdot (n-1)+6)}
Dabei ist {\displaystyle n!} die Fakultät und {\displaystyle {\binom {n}{k}}={\frac {n!}{k!\cdot (n-k)!}}} der Binomialkoeffizient.

## Beispiele
Die kleinsten Kuchenzahlen {\displaystyle C_{n}} mit {\displaystyle n=0,1,2,\ldots } lauten:
1, 2, 4, 8, 15, 26, 42, 64, 93, 130, 176, 232, 299, 378, 470, 576, 697, 834, 988, … (Folge A000125 in OEIS)

## Eigenschaften
- Die einzige prime Kuchenzahl ist {\displaystyle C_{1}=2}.

Beweis:
Es ist {\displaystyle C_{n}={\frac {1}{6}}\cdot (n+1)\cdot (n\cdot (n-1)+6)}. Damit {\displaystyle C_{n}} ganzzahlig ist, muss {\displaystyle (n+1)\cdot (n\cdot (n-1)+6)} durch {\displaystyle 6} teilbar, also ein Vielfaches von {\displaystyle 6=2\cdot 3} sein. Wenn {\displaystyle C_{n}} zusätzlich prim sein soll, muss {\displaystyle (n+1)\cdot (n\cdot (n-1)+6)=2\cdot 3\cdot p} sein, wobei {\displaystyle p} eine Primzahl ist.
Es ist {\displaystyle n\cdot (n-1)} als Produkt einer geraden und einer ungeraden Zahl immer gerade. Zählt man {\displaystyle 6} dazu, bleibt die Zahl gerade. Es ist also, wenn {\displaystyle C_{n}} prim sein soll, {\displaystyle (n\cdot (n-1)+6)} immer eine gerade Zahl der Form {\displaystyle 2}, {\displaystyle 2\cdot 3}, {\displaystyle 2\cdot p} oder {\displaystyle 2\cdot 3\cdot p}. Man betrachte alle möglichen vier Fälle von {\displaystyle n\cdot (n-1)+6\,\,(\,=n^{2}-n+6)}:
Fall 1: {\displaystyle n\cdot (n-1)+6=2}
Es ist {\displaystyle n\cdot (n-1)+6=n^{2}-n+6}. Die quadratische Gleichung {\displaystyle n^{2}-n+6=2} hat die Lösungen {\displaystyle n_{1,2}={\frac {1}{2}}\cdot (-1\pm {\sqrt {-15}})} und hat somit keine reellen Lösungen. Somit existiert dieser Fall nicht.
Fall 2: {\displaystyle n\cdot (n-1)+6=2\cdot 3}
Es ist {\displaystyle n\cdot (n-1)+6=n^{2}-n+6}. Die quadratische Gleichung {\displaystyle n^{2}-n+6=6} hat die Lösungen {\displaystyle n_{0}=0} und {\displaystyle n_{1}=1}. Es ist {\displaystyle C_{0}=1\not \in \mathbb {P} } keine Primzahl und {\displaystyle C_{1}=2\in \mathbb {P} } die bisher erste (und auch letzte) gefundene prime Kuchenzahl.
Fall 3: {\displaystyle n\cdot (n-1)+6=2\cdot p}
Unter dieser Voraussetzung muss, weil {\displaystyle (n+1)\cdot (n\cdot (n-1)+6)=2\cdot 3\cdot p} ist, {\displaystyle (n+1)=3} sein. Somit ist {\displaystyle n=4}. Es ist aber {\displaystyle C_{4}=8\not \in \mathbb {P} } keine Primzahl.
Fall 4: {\displaystyle n\cdot (n-1)+6=2\cdot 3\cdot p}
Unter dieser Voraussetzung muss, weil {\displaystyle (n+1)\cdot (n\cdot (n-1)+6)=2\cdot 3\cdot p} ist, {\displaystyle (n+1)=1} sein. Somit ist {\displaystyle n=0}. Es ist aber {\displaystyle C_{0}=1\not \in \mathbb {P} } keine Primzahl.
Da es nicht mehr Möglichkeiten für gerade {\displaystyle (n\cdot (n-1)+6)} gibt, sodass {\displaystyle (n+1)\cdot (n\cdot (n-1)+6)=2\cdot 3\cdot p} und in weiterer Folge {\displaystyle C_{n}} prim ist, bleibt {\displaystyle C_{1}=2} die einzige Primzahl. {\displaystyle \Box }
- Die Kuchenzahlen sind das dreidimensionale Analogon der zweidimensionalen zentralpolygonalen Zahlen. Die Differenz {\displaystyle C_{n}-C_{n-1}} zweier aufeinanderfolgender Kuchenzahlen ergibt eben diese zentralpolygonalen Zahlen.[1]

Beweis:
Der Beweis funktioniert mittels vollständiger Induktion:
Induktionsanfang: Es wird bewiesen, dass die Aussage für die kleinste Differenz, den Startwert, gilt.
{\displaystyle C_{1}-C_{0}={\frac {1}{6}}\cdot (1^{3}+5\cdot 1+6)-{\frac {1}{6}}\cdot (0^{3}+5\cdot 0+6)={\frac {12}{6}}-{\frac {6}{6}}={\frac {6}{6}}=1}, die erste zentralpolygonale Zahl für {\displaystyle n=0}.
{\displaystyle C_{2}-C_{1}={\frac {1}{6}}\cdot (2^{3}+5\cdot 2+6)-{\frac {1}{6}}\cdot (1^{3}+5\cdot 1+6)={\frac {24}{6}}-{\frac {12}{6}}={\frac {12}{6}}=2}, die zweite zentralpolygonale Zahl für {\displaystyle n=1}. Die Aussage gilt somit auch für die zweitkleinste Differenz.
Induktionsschritt: Es wird angenommen, dass die Aussage für {\displaystyle n} gilt. Es muss gezeigt werden, dass sie auch für {\displaystyle n+1} gilt. Ist dies der Fall, ist die Aussage bewiesen.
{\displaystyle C_{n+1}-C_{n}={\frac {1}{6}}\cdot ((n+1)^{3}+5\cdot (n+1)+6)-{\frac {1}{6}}\cdot (n^{3}+5\cdot n+6)={\frac {n^{3}+3n^{2}+3n+1+5n+5+6}{6}}-{\frac {n^{3}+5n+6}{6}}={\frac {3n^{2}+3n+6}{6}}={\frac {n^{2}+n+2}{2}}}, die {\displaystyle n}-te zentralpolygonale Zahl.
Somit ist die Aussage bewiesen. {\displaystyle \Box }
- Die vierte Spalte des Bernoulli-Dreiecks (für {\displaystyle k=3}) gibt die Kuchenzahlen für n Schnitte an.

- Summiert man die ersten vier Terme jeder Reihe des Pascalschen Dreiecks, so erhält man die Kuchenzahlen.[2]

| n {\displaystyle \downarrow \,} k {\displaystyle \to } | 0 | 1 | 2  | 3  | Summe |
| ------------------------------------------------------ | - | - | -- | -- | ----- |
| 1                                                      | 1 | - | -  | -  | 1     |
| 2                                                      | 1 | 1 | -  | -  | 2     |
| 3                                                      | 1 | 2 | 1  | -  | 4     |
| 4                                                      | 1 | 3 | 3  | 1  | 8     |
| 5                                                      | 1 | 4 | 6  | 4  | 15    |
| 6                                                      | 1 | 5 | 10 | 10 | 26    |
| 7                                                      | 1 | 6 | 15 | 20 | 42    |
| 8                                                      | 1 | 7 | 21 | 35 | 64    |
| 9                                                      | 1 | 8 | 28 | 56 | 93    |
| 10                                                     | 1 | 9 | 36 | 84 | 130   |